# Competitive Cyclist Racing Team/2012
Deze pagina geeft een overzicht van de Competitive Cyclist Racing Team in 2012.

## Algemeen
Sponsors: Competitive Cyclist
Algemeen Manager: Jason Kriel
Ploegleiders: Gordon Fraser
Fietsmerk: Pinarello

## Renners
| Naam              | Geboortedatum | Nationaliteit    | Ploeg 2011                   |
| ----------------- | ------------- | ---------------- | ---------------------------- |
| Chad Beyer        | 15-08-1986    | Verenigde Staten | BMC Racing Team              |
| Ian Burnet        | 09-12-1986    | Verenigde Staten |                              |
| César Grajales    | 06-05-1973    | Colombia         |                              |
| Phil Grenfell     | 07-04-1989    | Australië        | Neo                          |
| Cole House        | 05-02-1988    | Verenigde Staten |                              |
| Max Jenkins       | 18-01-1985    | Verenigde Staten | Unitedhealthcare Pro Cycling |
| Nathan King       | 03-09-1987    | Verenigde Staten | Neo                          |
| Francisco Mancebo | 09-03-1976    | Spanje           |                              |
| Tommy Nankervis   | 21-01-1983    | Australië        |                              |
| Michael Olheiser  | 23-01-1975    | Verenigde Staten | Neo                          |
| Thomas Rabou      | 12-12-1983    | Nederland        |                              |
| Taylor Shelden    | 31-03-1987    | Verenigde Staten | V Australia                  |
| David Williams    | 19-06-1988    | Verenigde Staten | Bissell Pro Cycling          |

## Belangrijke overwinningen
| Rutas de América 1e etappe: Michael Olheiser Ronde van Mexico 3e etappe: Thomas Rabou Tour of the Battenkill Francisco Mancebo Tour de Beauce 1e etappe: Francisco Mancebo |

2011 · 2012